# Broadway Line
| Urban head station in tunnel |

| Urban tunnel stop on track |

| Urban tunnel stop on track |

| Urban tunnel stop on track |

| Urban tunnel straight track | Urban tunnel stop on track |  |

| Urban tunnel straight track | Urban tunnel stop on track |  |

| Unknown BSicon "utKRWl" | Unknown BSicon "utKRWg+r" |  |

| Urban tunnel station on track |

| Urban tunnel stop on track |

| Urban tunnel station on track |

| Urban tunnel station on track |

| Urban tunnel stop on track |

| Urban tunnel stop on track |

| Urban tunnel station on track |

| Urban tunnel stop on track |

| Urban tunnel stop on track |

| Urban tunnel station on track |

|  | Unknown BSicon "utABZgl" | Unknown BSicon "utSTR+r" |

| Urban tunnel stop on track |

| Urban tunnel stop on track |

| Urban tunnel stop on track |

| Urban tunnel stop on track |

| Urban head station in tunnel |

| Urban tunnel stop on track |

| Urban tunnel stop on track |

| Urban tunnel stop on track |

| Urban tunnel straight track | Urban tunnel stop on track |  |

| Urban tunnel straight track | Urban tunnel stop on track |  |

| Unknown BSicon "utKRWl" | Unknown BSicon "utKRWg+r" |  |

| Urban tunnel station on track |

| Urban tunnel stop on track |

| Urban tunnel station on track |

| Urban tunnel station on track |

| Urban tunnel stop on track |

| Urban tunnel stop on track |

| Urban tunnel station on track |

| Urban tunnel stop on track |

| Urban tunnel stop on track |

| Urban tunnel station on track |

|  | Unknown BSicon "utABZgl" | Unknown BSicon "utSTR+r" |

| Urban tunnel stop on track |

| Urban tunnel stop on track |

| Urban tunnel stop on track |

| Urban tunnel stop on track |

Broadway Line är en av New Yorks tunnelbanas linjer som går från Lower Manhattan och norrut till  Lexington Avenue / 59th Street i Midtown.  Linjen är en av New Yorks äldsta och öppnade redan år 1917 mellan Canal Street och 14th Street – Union Square. 1918 förlängdes linjen norrut till Times Square – 42nd Street och söderut till Rector Street. Lokaltåg stannar på de mindre och stora stationerna och expresståg endast på de större stationerna. 2017 öppnade linje Q mellan 57th Street – Seventh Avenue och 96th Street, som är en del av framtida Second Avenue Line.

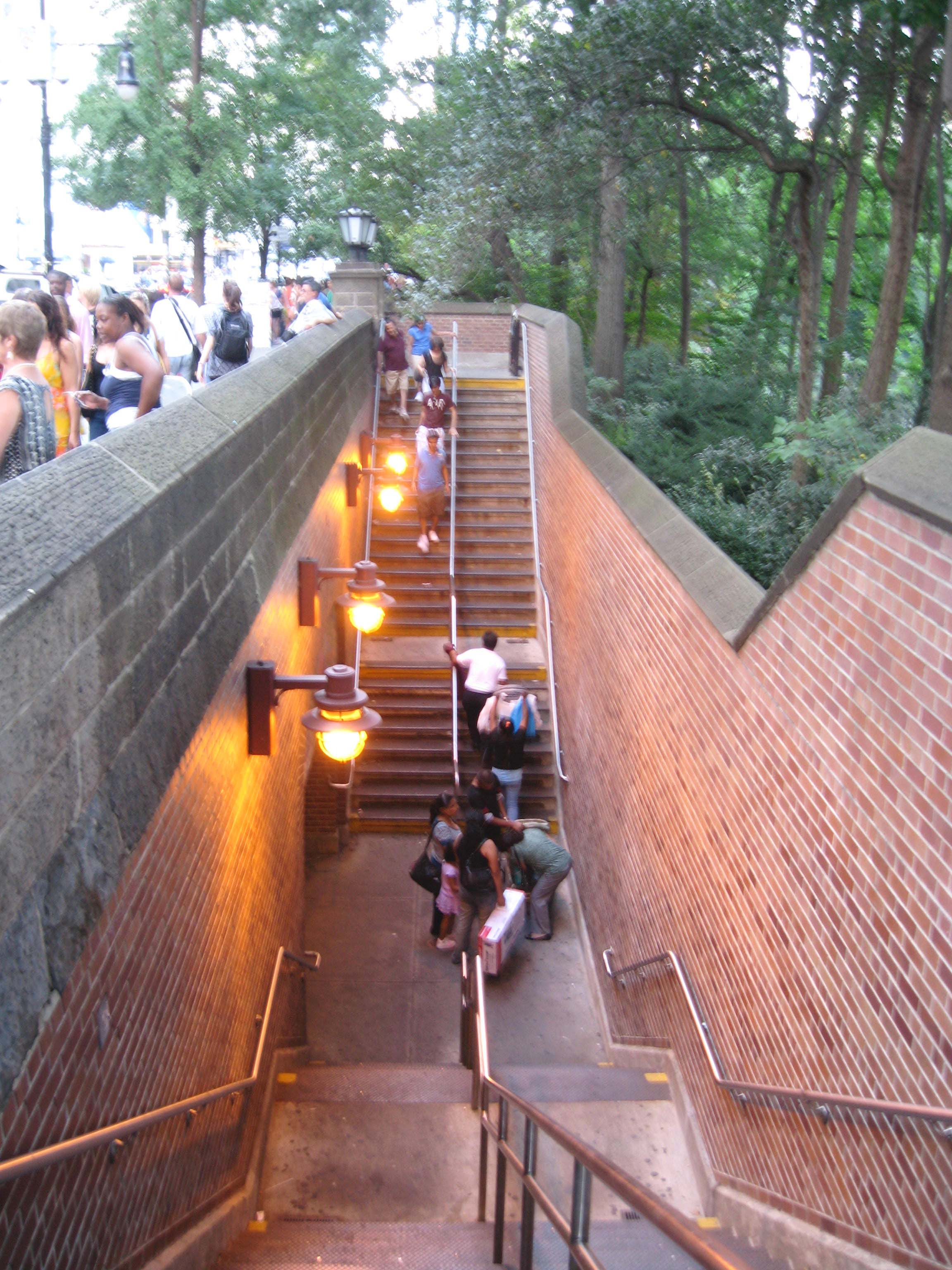
Fifth Avenue – 59th Street
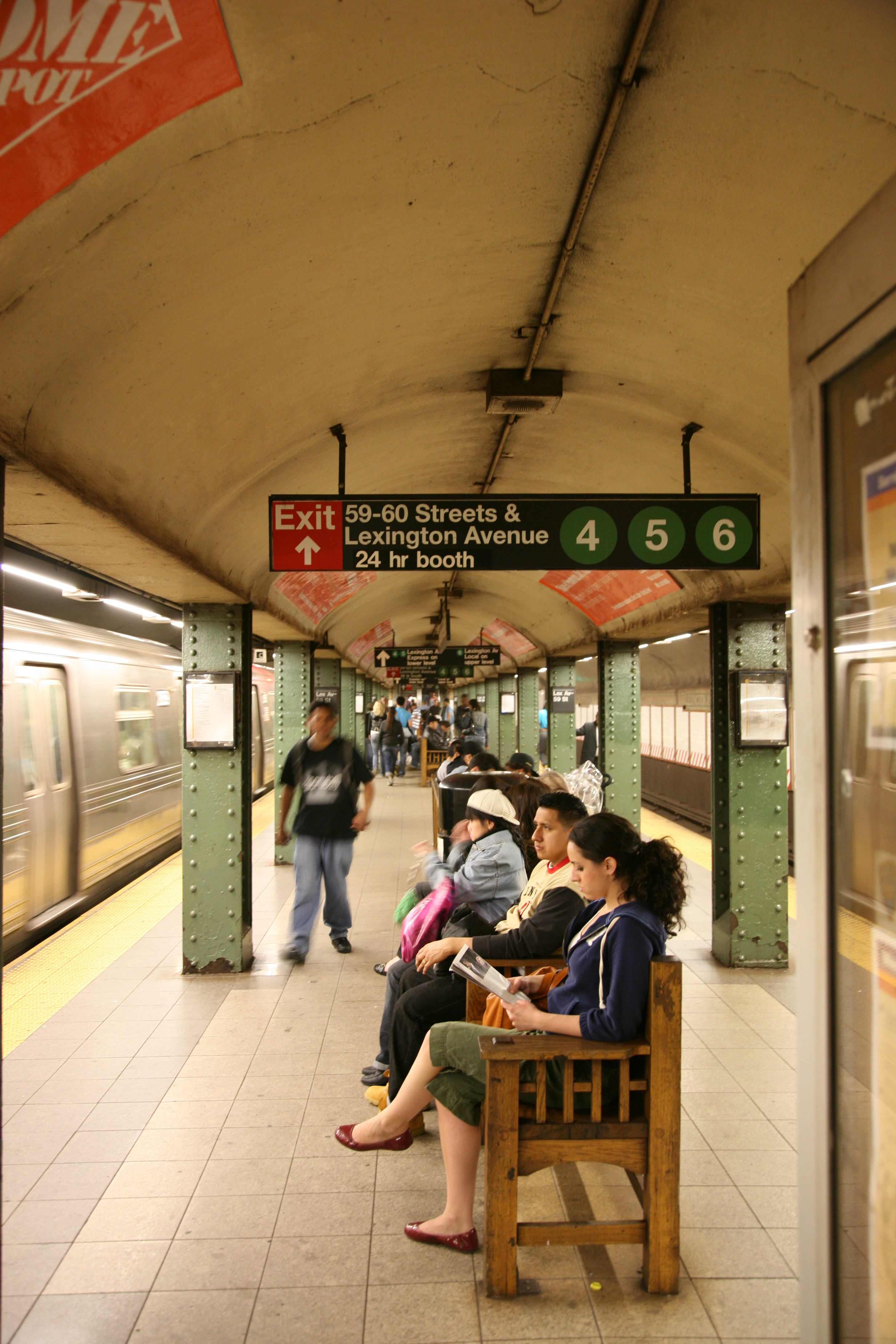
Lexington Avenue / 59th Street
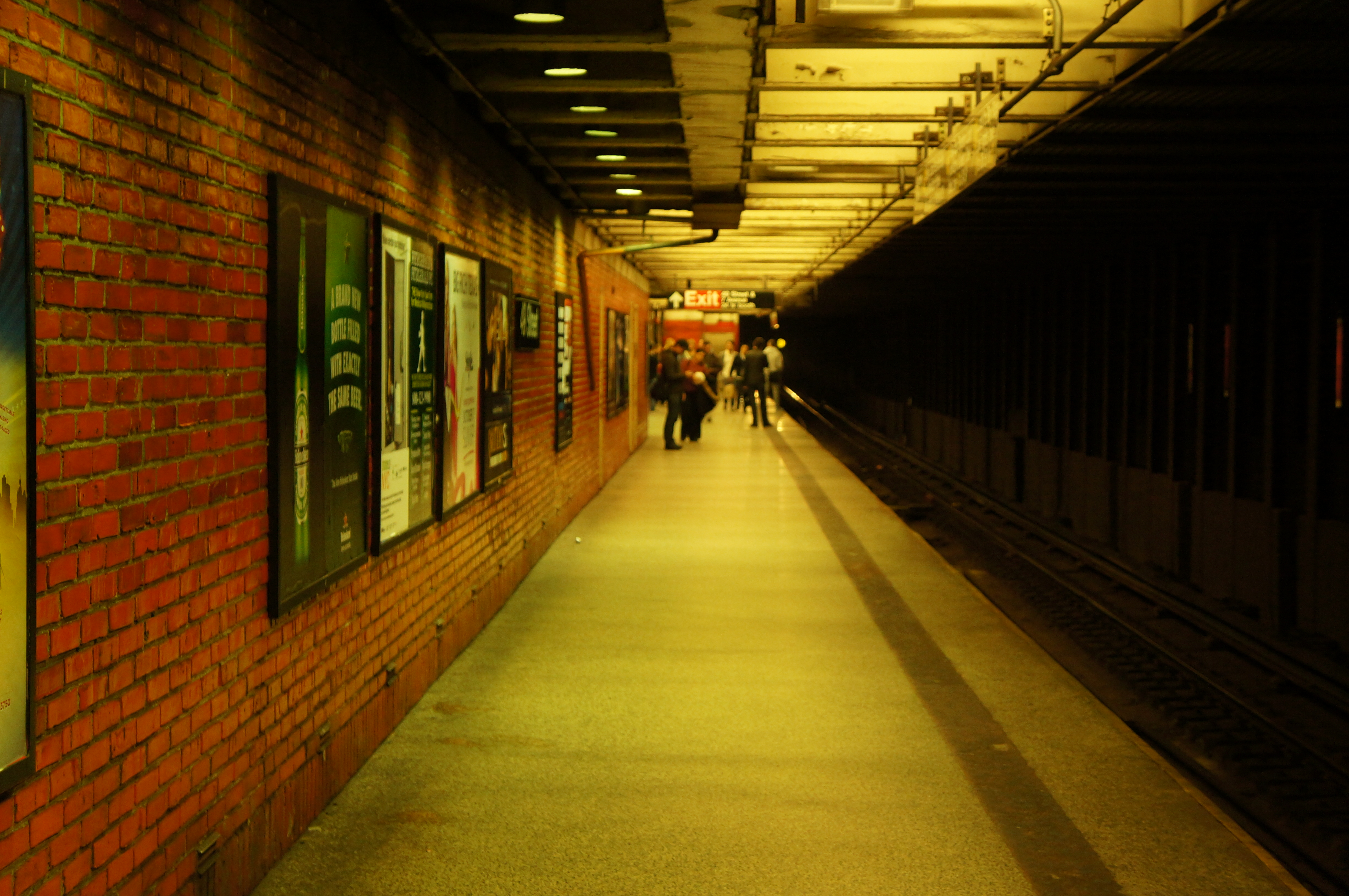
49th Street
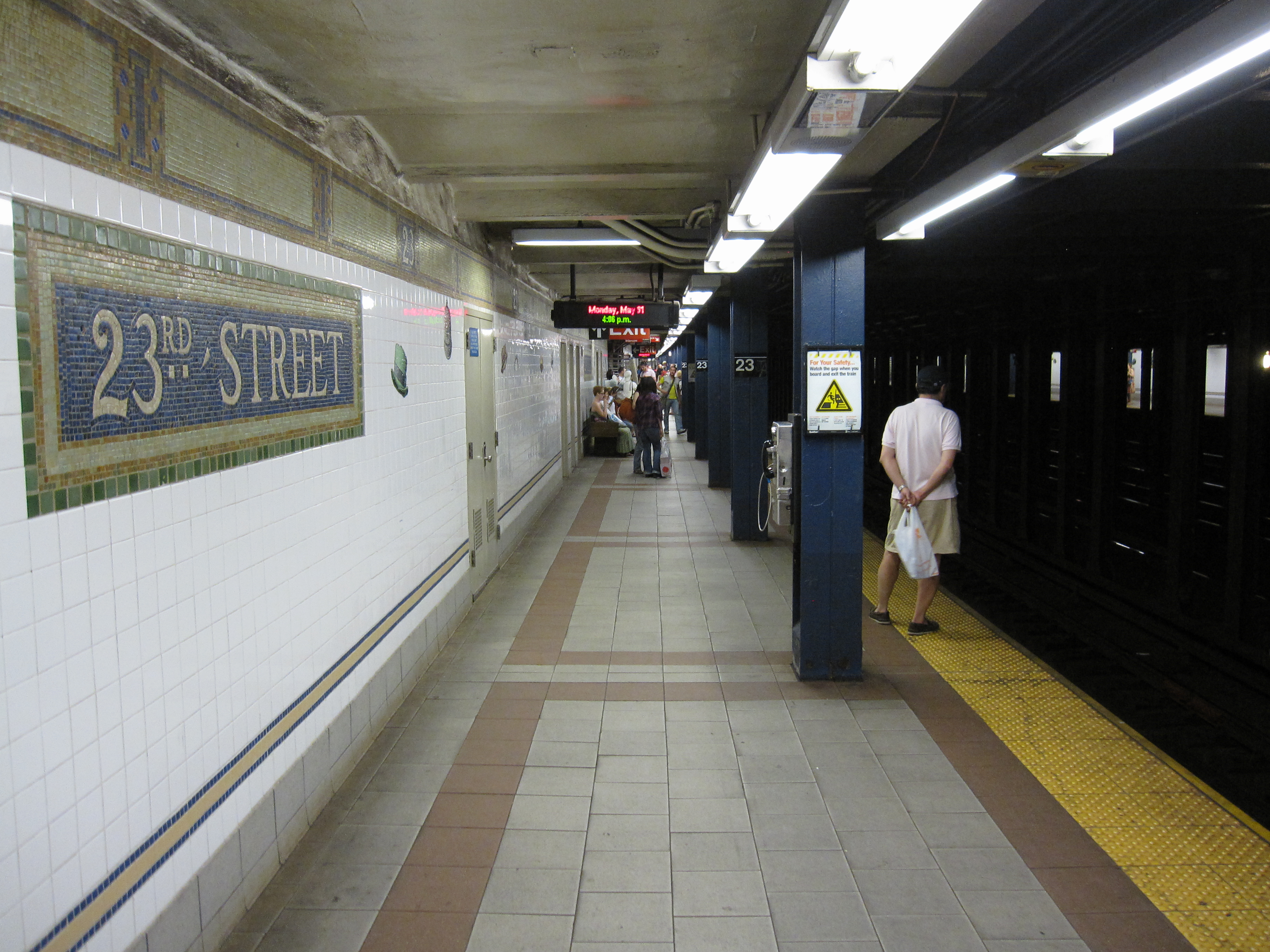
23rd Street